# لودوغورتس رازغراد
نادي لودوغورتس 1945 رازغراد لكرة القدم المحترفة (بالبلغارية: Професионален Футболен Клуб „Лудогорец” 1945 Разград)‏ هو نادي كرة قدم بلغاري يقع مقره في رازغراد. تأسس في 18 يونيو 2001. يلعب مبارياته البيتية في لودوغورتس أرينا.

## روابط خارجية
- الموقع الرسمي